# Marietta LeBreton
 (octobre 2018).
Si vous disposez d'ouvrages ou d'articles de référence ou si vous connaissez des sites web de qualité traitant du thème abordé ici, merci de compléter l'article en donnant les références utiles à sa vérifiabilité et en les liant à la section « Notes et références ».
Pour les articles homonymes, voir Lebreton.
Marietta Marie LeBreton, née le 26 mars 1936 à La Nouvelle-Orléans et morte le 5 mars 2009, est une historienne américain d'origine cajun, qui fut professeur à la Northwestern State University en Louisiane. 

## Biographie
Marietta LeBreton est diplômé du baccalauréat universitaire ès lettres et Ph.D. en histoire de l'université d'État de Louisiane à Bâton-Rouge.
En 1963, elle est nommée à la Northwestern State University à Natchitoches en Louisiane, en tant qu'enseignante en sciences sociales. Elle a été promue au rang de professeur adjoint d'histoire en 1965, professeur agrégé en 1970, et professeur titulaire en 1973. De 1980 à 1983, elle fut la présidente du département d'histoire de l'université. 
Elle meurt à l'hôpital de Shreveport le 5 mars 2009. La cérémonie funéraire se tint à l'église de Natchitoches et son corps repose dans la chapelle de La Métairie de La Nouvelle-Orléans.

## Ouvrages
- The Acadians (Les Acadiens) dans l'encyclopédie de l'université Harvard
- Northwestern State University: A History 1884-1984
- "Bayou Dorcheat d'Arkansas et de la paroisse de Webster", dans le livre Rivers and Bayous of Louisiana.
- The Role of the Governor in Louisiana Politics: An Historical Analysis